# 宋墓 (潮安縣)
宋墓，位于中国广东省潮州市潮安区凤塘镇盛户村，为潮州市潮安区文物保护单位，类型为古墓葬，公布时间为2006年4月。
宋墓的历史年代为宋、明。